# Pomniki przyrody w gminie Osielsko
W gminie Osielsko znajduje się 28 pomników przyrody, w tym 19 pojedynczych drzew, 8 grup drzew i 1 źródło (przyrody nieożywionej). W strukturze gatunkowej przeważają dęby szypułkowe.
Na uwagę zasługują: dęby w Żołędowie przy Domu dla Samotnych Matek, źródła w Jarużynie oraz jesion w Niemczu. 
Na terenie gminy są zlokalizowane następujące pomniki przyrody (stan prawny kwiecień 2025):
| Nr  | Lokalizacja                                                                          | Forma             | Nazwa                                   | Rok powołania | Obwód przy powołaniu [cm]    | Zdjęcie |
| 1.  | Bożenkowo ul. Rekreacyjna 9                                                          | pojedyncze drzewo | dąb szypułkowy                          | 1991          | 325                          |         |
| 2.  | Niemcz przy sklepie na posesji przy ul. Bydgoskiej                                   | pojedyncze drzewo | dąb szypułkowy                          | 1991          | 380                          |         |
| 3.  | Jarużyn na skrzyżowaniu ulic Starowiejskiej i Krakowskiej koło kapliczki przydrożnej | grupa drzew       | 6 lip drobnolistnych                    | 1991          | 200, 215, 218, 240, 252, 340 |         |
| 4.  | Czarnówczyn ul. Leśna                                                                | grupa drzew       | 3 dęby szypułkowe                       | 1991          | 310, 315 i 380               |         |
| 5.  | Czarnówczyn ul. Leśna                                                                | pojedyncze drzewo | dąb szypułkowy                          | 1991          | 350                          |         |
| 6.  | Czarnówczyn ul. Leśna 19                                                             | pojedyncze drzewo | kasztanowiec zwyczajny                  | 1991          | 297                          |         |
| 7.  | Czarnówczyn ul. Na skarpie 3                                                         | pojedyncze drzewo | dąb szypułkowy                          | 1991          | 265                          |         |
| 8.  | Czarnówczyn ul. Leśna 1                                                              | pojedyncze drzewo | dąb szypułkowy                          | 1991          | 262                          |         |
| 9.  | Niemcz ul. Sienkiewicza 9                                                            | pojedyncze drzewo | dąb szypułkowy                          | 1991          | 300                          |         |
| 10. | Niemcz ul. Bydgoska 56                                                               | pojedyncze drzewo | jesion wyniosły                         | 1991          | 335                          |         |
| 11. | Osielsko ul. Kolonijna 8                                                             | pojedyncze drzewo | dąb szypułkowy                          | 1991          | 345                          |         |
| 12. | Osielsko ul. Centralna 12                                                            | pojedyncze drzewo | lipa drobnolistna                       | 1991          | 280                          |         |
| 13. | Osielsko ul. Centralna 33                                                            | pojedyncze drzewo | dąb szypułkowy                          | 1991          | 300                          |         |
| 14. | Żołędowo okolice dworu Dom Dobrego Pasterza dla samotnych matek ul. Jastrzębia 27    | grupa drzew       | 2 dęby szypułkowe                       | 1956          | 445 i 485                    |         |
| 15. | Żołędowo przy kościele                                                               | grupa drzew       | 2 dęby szypułkowe lipa drobnolistna     | 1991          | 300 i 440 343                |         |
| 16. | Żołędowo ul. Leśników 4                                                              | pojedyncze drzewo | dąb szypułkowy                          | 1991          | 345                          |         |
| 17. | Żołędowo przy drodze Nekla-Niemcz                                                    | pojedyncze drzewo | lipa drobnolistna                       | 1991          | 350                          |         |
| 18. | Maksymilianowo przy skrzyżowaniu ulic Koronowska ze Szkolną                          | pojedyncze drzewo | kasztanowiec zwyczajny                  | 1991          | 360                          |         |
| 19. | leśnictwo Jagodowo oddz. 144b                                                        | grupa drzew       | 3 sosny zwyczajne                       | 1960          | 260, 265 i 310               |         |
| 20. | Żołędowo park, leśnictwo Jagodowo oddz. 274n                                         | pojedyncze drzewo | dąb szypułkowy                          | 1988          | 420                          |         |
| 21. | przy nadleśnictwie Żołędowo                                                          | pojedyncze drzewo | dąb szypułkowy                          | 1991          | 345                          |         |
| 22. | za cmentarzem w Żołędowie                                                            | grupa drzew       | 2 dęby szypułkowe                       | 1991          | 330 i 315                    |         |
| 23. | leśnictwo Stronno odz. 168i, j                                                       | grupa drzew       | 22 dęby szypułkowe 15 sosen zwyczajnych | 1970          | od 230 do 300 od 166 do 270  |         |
| 24. | Jarużyn park wiejski                                                                 | grupa drzew       | kasztanowiec zwyczajny jesion wyniosły  | 1993          | 312 318                      |         |
| 25. | Jarużyn ul. Starowiejska 54                                                          | pojedyncze drzewo | dąb szypułkowy                          | 1995          | 415                          |         |
| 26. | Jarużyn leśnictwo Jastrzębie oddz. 313a                                              | pojedyncze drzewo | dąb szypułkowy                          | 1995          | 364                          |         |
| 27. | Jarużyn leśnictwo Jastrzębie oddz. 313b                                              | źródło            | 2 źródliska "Oczy Jarużyna"             | 1995          | pow. 150 m²                  |         |
| 28. | Nadl. Żołędowo, Leśnictwo Jagodowo oddz. 132b, przy torach w Maksymilianowie         | pojedyncze drzewo | dąb szypułkowy                          | 2022          | 386                          |         |

Zniesione pomniki przyrody:
| Nr | Lokalizacja                                                                     | Forma             | Nazwa                 | Obwody przy powołaniu i zniesieniu [cm] | Rok powołania | Rok zniesienia | Zdjęcie |
| 1. | park edukacji leśnej im. św. Huberta przy nadleśnictwie Żołędowo ul. Parkowa 4a | grupa drzew       | 6 lip drobnolistnych  | 160, 250, 260, 290, 300 i 310 - b.d.    | 1991          | 2019           |         |
| 2. | Bożenkowo przy drodze                                                           | pojedyncze drzewo | lipa drobnolistna     | 320 - b.d.                              | 1991          | 2019           |         |
| 3. | Bożenkowo przy drodze od młyna do zapory w Samociążku                           | pojedyncze drzewo | lipa drobnolistna     | 371 - b.d.                              | 1991          | 2019           |         |
| 4. | cmentarz parafialny w Osielsku                                                  | grupa drzew       | 2 brzozy brodawkowate | 245 i 255 - b.d.                        | 1991          | 2019           |         |
| 5. | Osielsko ul. Centralna 33                                                       | grupa drzew       | dąb szypułkowy "Jan"  | 420 - 490                               | 1991          | 2022           |         |
| 6. | Osielsko ul. Storczykowa 26                                                     | grupa drzew       | 2 robinie akacjowe    | 276 i 286 - 386 i 387                   | 1991          | 2024           |         |